# سمك الخيط الهندي
سمك الخيط الهندي (الاسم العلمي: Alectis indica) يعرف أيضًا بـ الشيم الألماسي، أو سمكة المرآة، أو الشيم الريشي. هي مجموعة كبيرة من الأسماك البحرية الساحلية التي تتبع فصيلة الشيميات. ينتشر هذه النوع من الأسماك في المياه الاستوائية لمنطقة المحيطين الهادئ الهندي، بدءًا من الهند وإندونيسيا وأستراليا وبعض مناطق آسيا وصولًا إلى شرق إفريقيا. تعيش الأسماك اليافعة في مجموعة من البيئات، بما في ذلك مصبات الأنهار ومروج الأعشاب البحرية، بينما تعيش الأسماك البالغة عادةً في البحار الساحلية فوق الشعاب المرجانية حتى عمق 100 متر تحت سطح البحر. يشبه نوع سمك الخيط الهندي بشكل عام النوعين الآخرين من جنس الأسماك الخيطية (جنس Alectis)، لكنه يمتاز بأن شكل رأسه يحوي تقعّرًا طفيفًا؛ مما يجعل تلك الصفة هي الأكثر وضوحًا. هذا النوع ذو حجم كبير؛ حيث يصل طوله إلى 165 سنتيمتر، ووزنه إلى 25 كيلوجرام. كما يعد من آكلات اللحوم؛ حيث يستهلك الأسماك، ورأسيات القدم، والقشريات. يتم رعاية سمك الخيط الهندي في مزارع بحرية في سنغافورة، وهي ذات أهمية تجارية قليلة.

## التصنيف والتسمية

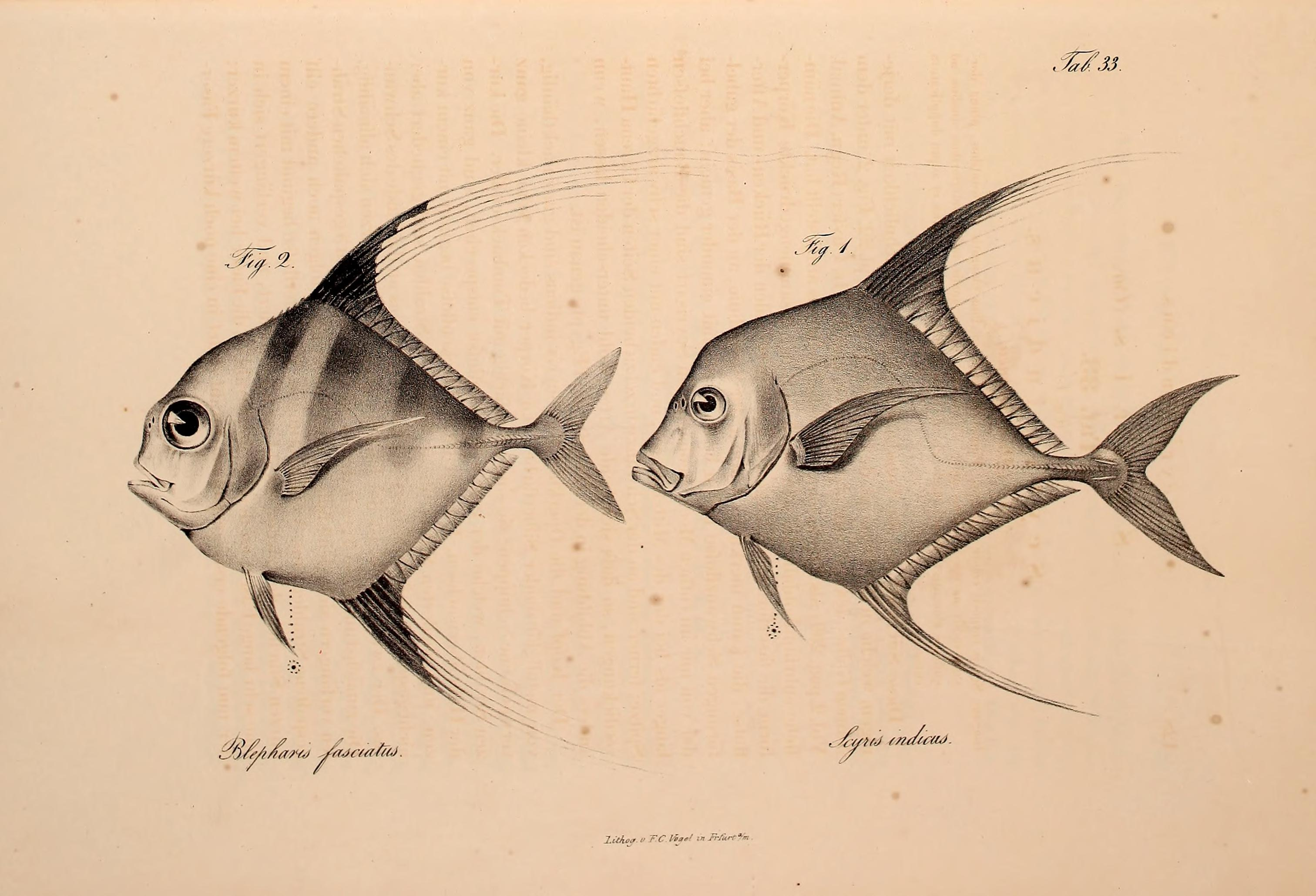
صورتين بيانية للسمكة من كتاب "أطلس للرحلة في شمال أفريقيا" لإدوارد روبل

يعد نوع سمك الخيط الهندي واحد من ثلاثة أنواع من جنس الأسماك الخيطية الذي هو في حد ذاته واحد من 33 جنسًا يقعون ضمن فصيلة الشيميات، وتعتبر الشيميات جزءًا من رتبة شيميات الشكل.
تم التعرف على النوع ووصفه علميًا لأول مرة من قبل المؤرخ الطبيعي الألماني إدوارد روبل في عام 1830 تحت الاسم العلمي "Scyris indicus"، وقد تم ذلك مع عينات من هذا النوع تم جمعها من البحر الأحمر. قام عدد من العلماء الآخرين بإعادة وصفه عن غير قصد بعد تسمية روبل، مع تطبيق أسماء "Hynnis insanus" و"Caranx gallus" و"Hynnis momsa" على هذا النوع من قبل المؤلفين المختلفين. تم أيضًا تعديل التصنيف الأصلي لروبل؛ حيث تم وضع السمكة مبدئيًا ضمن المسمى العلمي Seriolichthys، وإلى أن تم وضعه ضمن الاسم الحالي Alectis بواسطة جيمس دوغلاس أوغلبي في عام 1913. تم إعطاء التسمية العلمية على أنه Alectis indicus في المؤلفات، بالرغم من أن مسمّى جنس Alectis يدل على الأنثى وأن الاسم indica هي الصحيحة عند إطلاقه على النوع.
يشير الاسم الشائع لهذا النوع "الخيط الهندي" إلى توزيعه الذي يشمل المياه الهندية، والزعانف الظهرية الممتدة المميزة في الكائنات اليافعة منه. الأسماء الشائعة الأخرى مثل "الشيم الألماسي" و"سمكة المرآة" تصف جوانب أخرى من مظهر هذا النوع من السمك.

## الانتشار والموطن

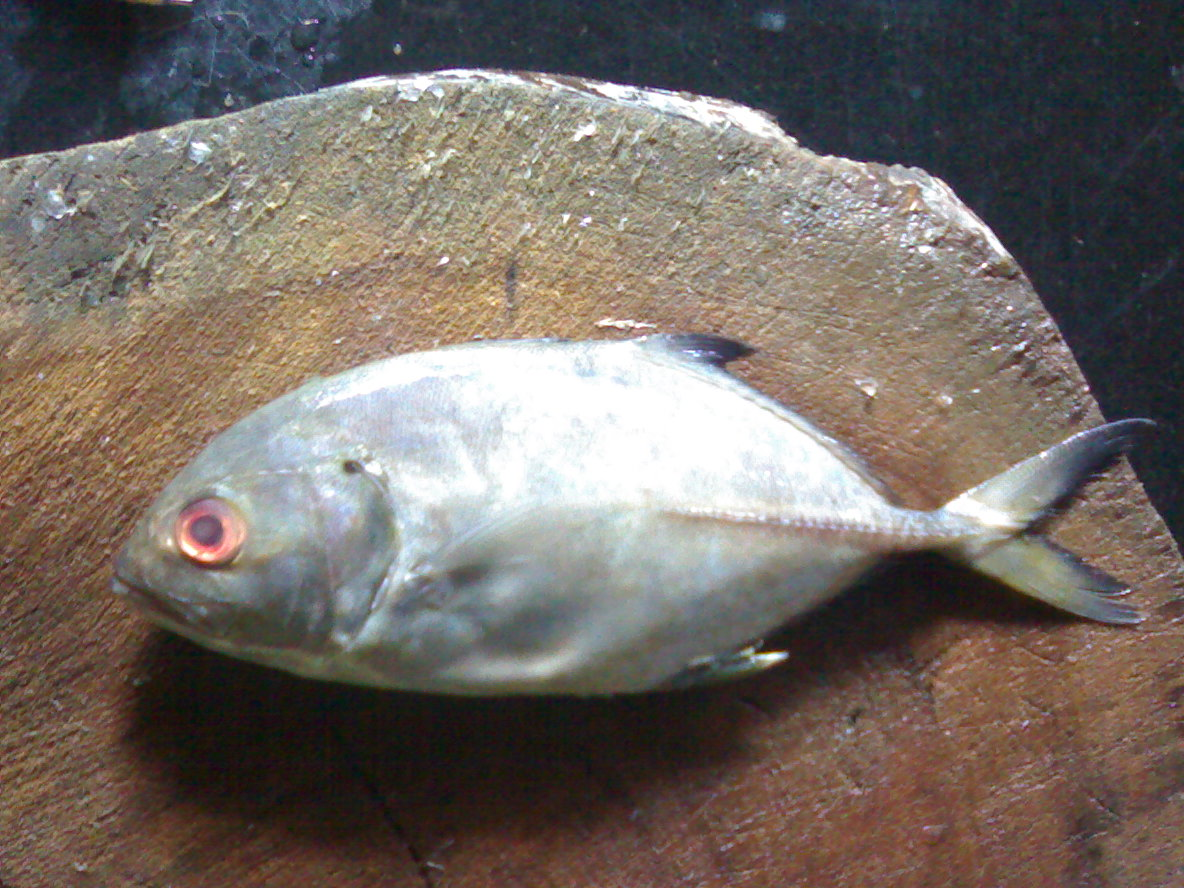
سمك خيط هندي تم تصويره في سوق سمك ببنغالور، الهند

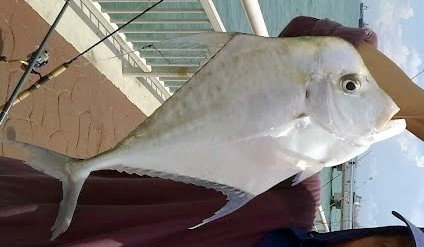
سمك الخيط الهندي تم إمساكه في بلدة بروم بأستراليا الغربية

يستوطن سمك الخيط الهندي المناطق الاستوائية في المحيط الهندي وغرب المحيط الهادئ، بدءًا من الهند والصين وجنوب شرق آسيا من ناحية الشرق، إلى مدغشقر وشرق إفريقيا والبحر الأحمر من ناحية الغرب، ويمتد شمالًا إلى اليابان، وجنوبًا إلى إندونيسيا وشمال أستراليا. وقد ذكر تقرير أنه تم أخذ عينة من هذا النوع من أقصى الشرق، وتحديدًا من بولينزيا الفرنسية في المحيط الهادئ.
يعيش هذه النوع من السمك عمومًا في المياه الساحلية من أعماق تتراوح من 20 مترًا إلى 100 متر، على الرغم من أن المخلوقات اليافعة منه قد تتواجد ضمن منطقة البحر المفتوح، مواكبةً التيارات المحيطية. في بعض السنوات، تجلب التيارات الأسماك اليافعة إلى أقصى الجنوب مثل سيدني بأستراليا حيث يستوطنون مصبات الأنهار في الصيف، قبل أن يموتوا في الشتاء البارد. تظهر سمكة البومبانو الإفريقية نمطًا مشابهًا في المياه الأسترالية. تم ملاحظة أن الأسماك الخيطية الهندية اليافعة تعيش أيضًا في مصبات الأنهار في مناطق أخرى (بما في ذلك جنوب إفريقيا) بالإضافة إلى مروج الأعشاب البحرية، بينما تعيش المخلوقات البالغة عمومًا ضمن مناطق الشعاب التي يقل ارتفاعها عن 20 مترًا.

## الوصف

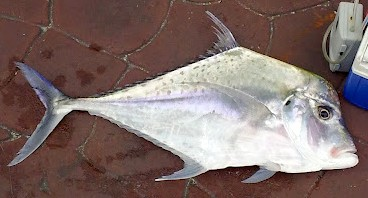
سمك خيط هندي بالغ من بلدة بروم بأستراليا الغربية

تتمتع السمكة الخيطية الهندية بهيكل جسم نموذجي لشيم كبير، بجسم زاوي واضح مضغوط بشدة. السمة الرئيسية المميزة لهذا النوع هي شكل رأسه، مع وجود تقعر طفيف بالقرب من العينين مما يميزه عن أقربائه من الأنواع في جنس السمك الخيطي. يظهر الشكل الجانبي الظهري للسمكة أكثر انحناءًا من المظهر الجانبي البطني، ويوجد أعمق مناطق الجسم بين مركز زعفتنها الظهرية الناعمة وزعفنتها الشرجية الناعمة أيضًا. يتكون القسم الأول من الزعنفة الظهرية من 5 إلى 7 أشواك مرئية، بينما يحتوي القسم الثاني على عمود فقري واحد و18 أو 19 شعاعًا ناعمًا. تحتوي الزعنفة الشرجية على شوكتين يتبعهما عمود فقري واحد و15 أو 16 شعاعا ناعمًا. يظهر الزعنفة الصدرية للسمكة طويلة ومنحنية، وتمتد إلى ما وراء تقاطع المقاطع المستقيمة والمنحنية للخط الجانبي للسمكة. كما يظهر أن الجسم عديم التدرج، ولكن عند الفحص الدقيق فإنه يحتوي على حراشف دقيقة ومدمجة بعمق. يبدو أيضًا أن الخط الجانبي للسمكة منحني بشدة من الأمام مع مقطع من 6 إلى 11 درعًا باتجاه الذيل. يتميز السمك البافع من هذا النوع بأن له أشواك طويلة وخيطية من الزعنفة الشرجية والظهرية تشبه إلى حد كبير الشوك الموجودة في سمكة البومبانو الإفريقية. وقد تم التوصل أن هذا النوع ينمو إلى طول 165 سنتيمتر ووزن 25 كيلوجرام.
يتسم جسم الأسماك البالغة باللون الأزرق المخضر الفضي أعلاه؛ حيث يكون لونه أغمق في الرأس واللون الفضي أدناه. يحتوي الغطاء الخيشومي العلوي على بقعة مظلمة صغيرة منتشرة. تتميز الزعانف الظهرية والشرجية الطويلة الخيطية والناعمة بالإضافة إلى الزعنفة الحوضية للسمكة باللون الأزرق الداكن إلى الأسود، في حين أن الألوان الأخرى ذات لون أخضر باهت إلى مظهر زجاجي. بينما تحوي الأسماك اليافعة على 5 إلى 7 شرائط متقاطعة رأسية داكنة عريضة عبر أجسامهم.

## البيئة
يعد سمك الخيط الهندي مفترسًا؛ حيث يستهلك مجموعة واسعة من الأسماك والحبرات الصغيرة وقنديل البحر والقشريات. يُعتقد أن الزعانف الزائدة للأسماك اليافعة من هذا النوع ومن نوع سمك البومبانو الإفريقي تشبه قناديل البحر الفنجانية اللاسعة، مما يجعل الحيوانات المفترسة تبتعد عن هذه الأسماك اليافعة ولا تصيدها. على الرغم من أنه لا يُعرف عن التكاثر في السمك الخيطي الهندي سوى القليل نسبيًا، لكن ملاحظات تم إجراؤها في إندونيسيا تظهر أن التبويض يحدث في أزواج في النهار بين المد والجزر والفيضان، وكانت منطقة التفريخ في هذه الحالة عبارة عن مياه ضحلة تتراوح بين 35-45 مترًا، وتقع في قناة أعمق بين جزيرتين.

## العلاقة مع الإنسان

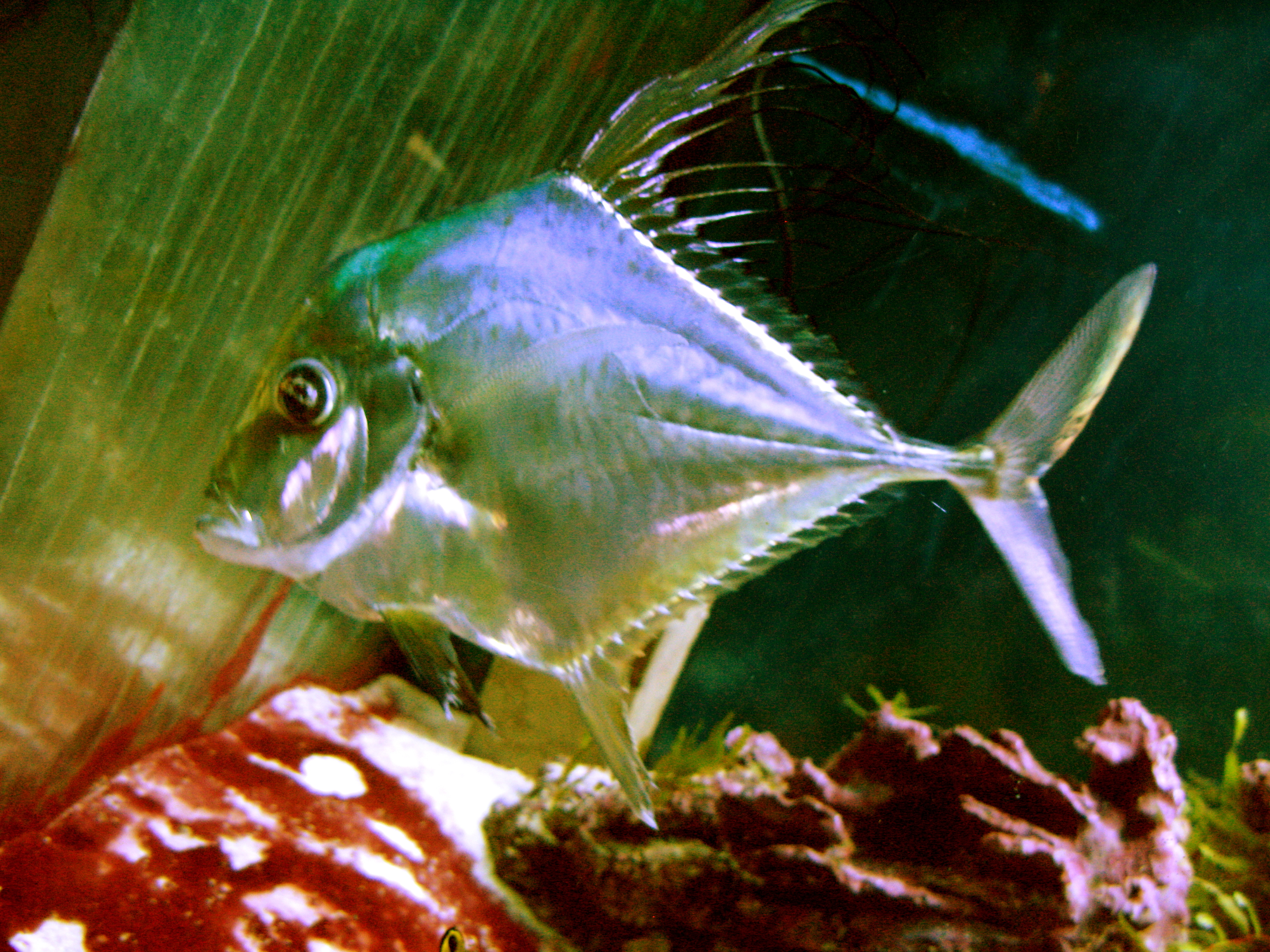
سمك الخيط الهندي في حوض السمك

يعد سمك الخيط الهندي بمثابة سمك تجاري ذو أهمية ثانوية في جميع أنحاء مداها، وغالبًا ما تشكل جزءًا من المصيد الحِرَفي. يتم استخدام الصنارة والشباك الجرافة كطرق سائدة في صيد هذه الأسماك. أظهرت الأدلة الأثرية أن هذا النوع كان منذ فترة طويلة موردًا للبشر؛ حيث أسفرت المواقع التي تعود إلى عصور ما قبل التاريخ والمواقع الحديثة في دولة الإمارات العربية المتحدة عن بقايا محفوظة لهذا النوع، بالإضافة إلى عدد من الشيميات الأخرى. يتم استزراع هذا النوع تجاريًا بأعداد صغيرة في سنغافورة باستخدام تقنيات الاستزراع المائي. تباع هذه الأسماك المستزرعة عمومًا مقابل ما بين 7 و 11 دولارًا أمريكيًا للكيلوجرام، وهي بنفس أو أعلى سعرًا من التي يتم تربيتها في البلاد هناك. كما أنها تعتبر سمكة صيد عالية الجودة على الرغم من عدم استهدافها عن قصد من قبل الصيادين، وغالبًا ما يتم أخذها على أنها صيد عرضي. أعلى رقم قياسي عالمي سجلته الرابطة الدولية لصيد الأسماك لهذا النوع كانت لسمكة وزنها 16.00 كيلوجرام (35 رطلًا أو 4 أونصات) تم اصطيادها من جزيرة غازاروتو بموزمبيق عام 2007.
تعد الأسماك اليافعة من نوع السمك الخيط الهندي من أسماك الزينة ذات الشعبية المتوسطة، ولكنها تتطلب خزانات كبيرة إلى حد ما وأسماك جارة مسالمة.

## معرض صور

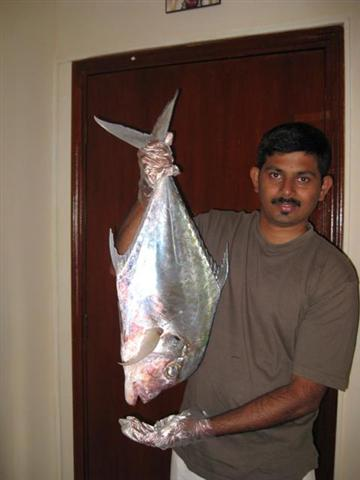
صياد يمسك بسمك خيط هندي طوله 48 سم في دبي
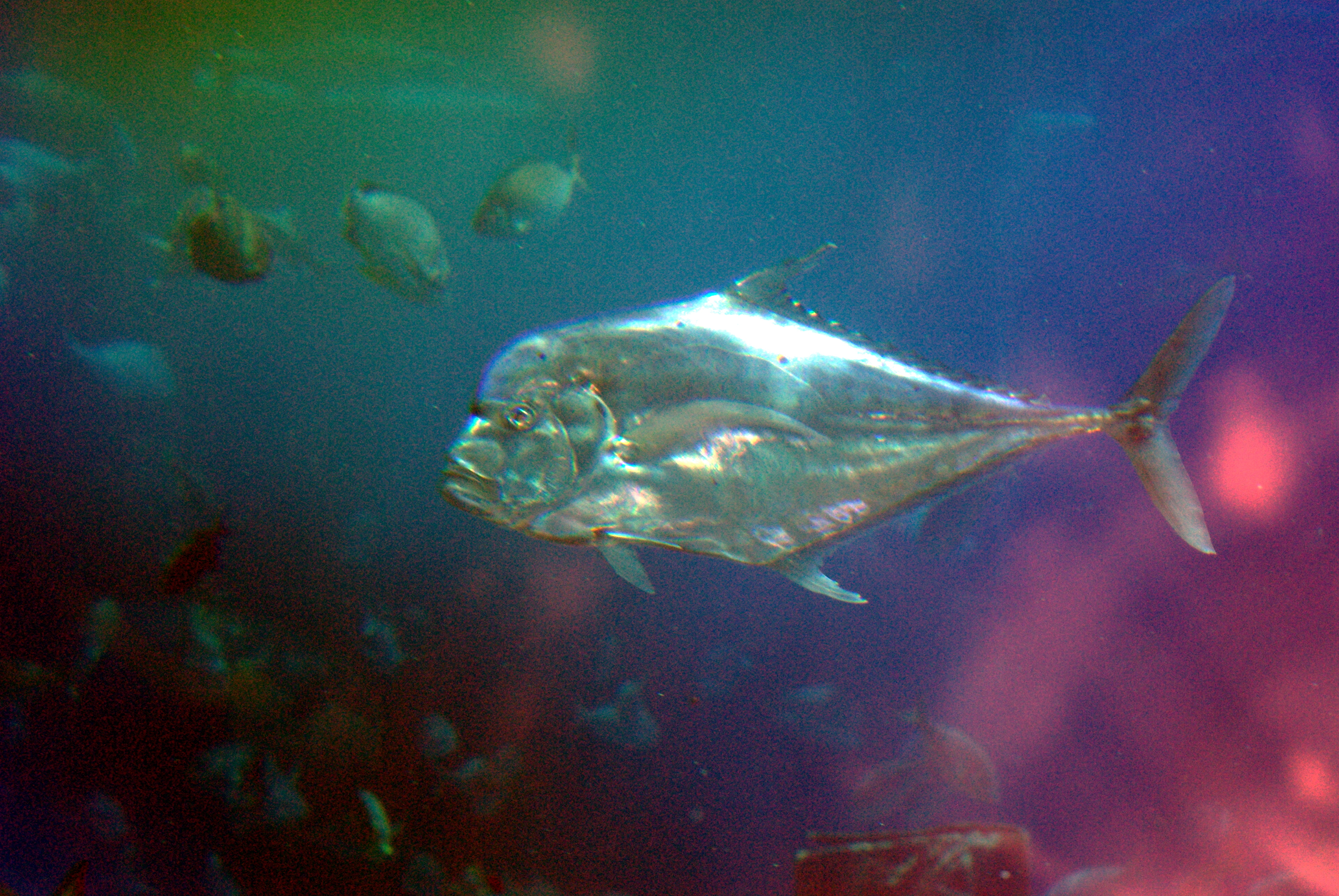
سمك خيط هندي في أكواريوم دبي مول
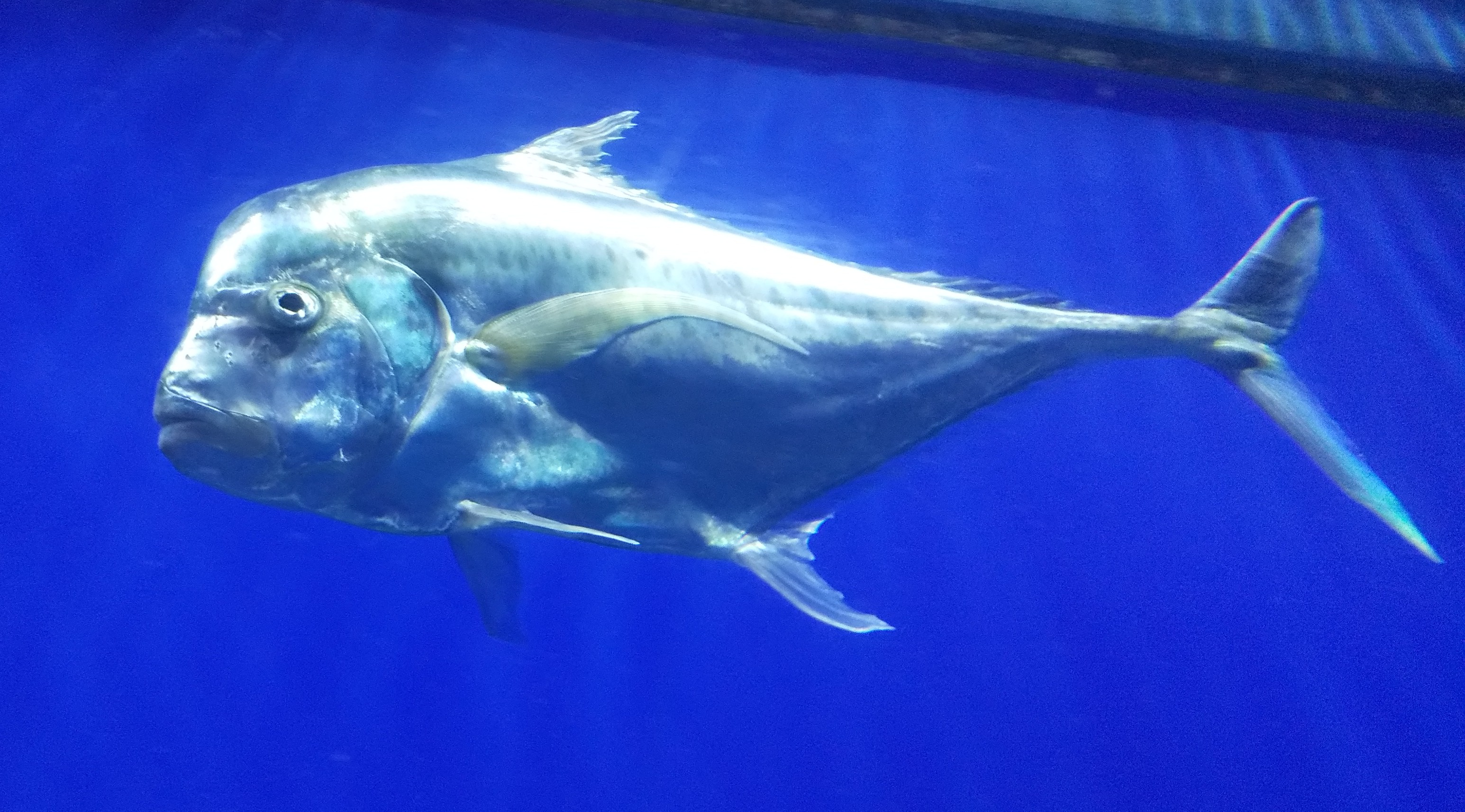
سمك خيط هندي في أكواريوم كايوكان بأوساكا، اليابان
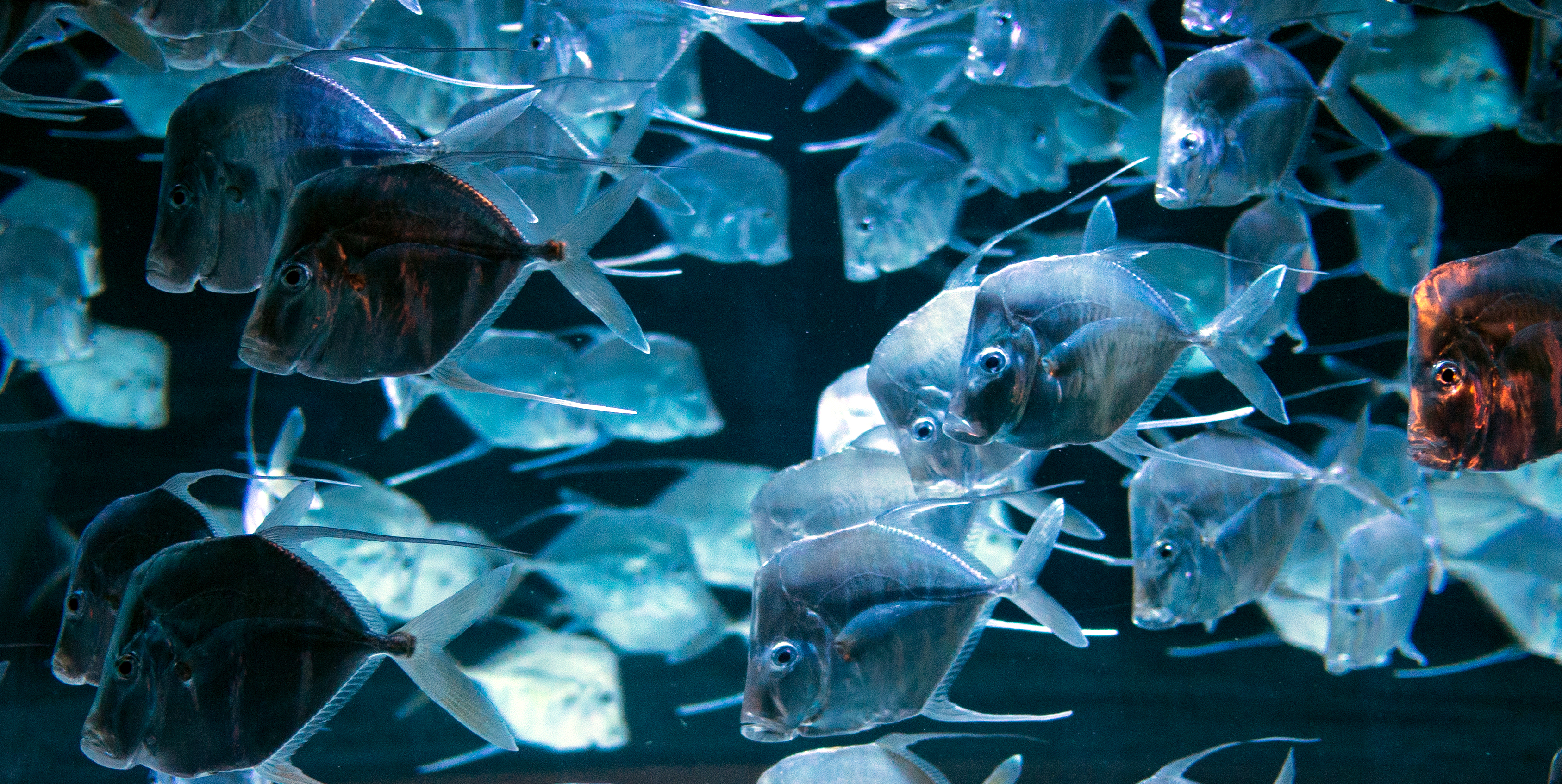
مجموعة من أسماك الخيط الهندية في أكواريوم مونتيري باي بمونتيري، كاليفورنيا